# Тестирање планарности
У теорији графова, тестирање планарности је алгоритмички проблем испитивања да ли је дати граф планарни граф (то јест, да ли се може нацртати у равни без укрштања ивица). Ово је добро истражен проблем у информатици за који су се појавили многи практични Алгоритам, многи користећи нове структура података . Већина ових метода се извршава у О (n) времену (линеарно време), где је n број ивица (или чворова) на графику, који је асимптотски оптималан. Уместо да само буде једна тачно-нетачна вредност, излаз од алгоритма планарног тестирања може бити уградња планарног графа, уколико граф је планаран, или препрека планарности попут Куратовски подграфа ако није.

## Критеријуми планарности
Тестирање планарности алгоритама обично користи теореме из теорије графова које карактеришу скуп планарних графова у смислу да су независни од цртежа графа.
Ово укључује
- Теорема Куратовског да је граф планаран ако и само ако не садржи подграф који је потподела од К  5  (комплетан граф од пет чворова) или К 3,3 (комплетан бипартитиван граф са шест чворова, од којих су три чвора повезана са друга три чвора).
- Теорема Вагнера да је граф планаран ако и само ако не садржи минор (подграф контракције) који је изоморфан са К  5  или К  3,3 .
- Фрајсикс-Росенстил критеријум планарности, карактерише планарне графове у смислу лево-десне оријентације чворова код претраге у дубину стабла.

Фрајсикс-Росенстил критеријум планарности се може директно користити као део алгоритама за тестирање планарности, док Куратовскијеве и Вагнерове теореме имају индиректне додатке: ако алгоритам може наћи примерак К  5  или К  3,3  у оквиру датог графа, може бити сигуран да улазни граф није планаран и вратити се без даљег рачунања.

## Алгоритми

### Метода додавања путева
Класична метода додавања путева Хопкрофта и Тарјана је први објављени алгоритам за планарно тестирање који се извршавао за линеарно време 1974. године.

### Метода додавања врха
Методе за додавање врха раде на принципу одржавања структуре података која представља могућа уграђивања у индуковани подграф датог графа и додавање чворова један по један на ове структуре података. Ове методе почињу са неефикасном О (n  2 ) методом коју је осмислио Лемпел, Евен и Цедербаум 1967. године. Њу су побољшали Евен и Тарјан, који су пронашли линеарно временско решење за s,t- нумерисаних корака, и Бут. И Луекер, који су развили структуру података-PQ стабло. Са овим побољшањима линеарно-временско је и превазилази методу додавања путева у пракси Ова метода је такође проширена да би омогућила да се планарно уграћивање(цртање) ефикасно извршава за планарни граф 1999. Схих и Хсу су поједноставили ове методе помоћу PC стабла (бескоренске варијанте PQ стабла).

### Метода додавања ивице
2004. године, Бојер и Мирволд су развили поједностављени О(n) алгоритам, првобитно инспирисан PQ методом стабла, који се ослобађа PQ стабла и користи додавање ивица за планарно уграђивање, ако је то могуће. У супротном, извршава се Куратовски потподела (или К  5  или К  3,3 ). Ово је дан-данас један од два најнапреднија алгоритма (други је алгоритам за планарно тестирање који је направио Fraysseix, de Mendez and Rosenstiehl).. Видети за експериментално поређење са прелиминарном верзијом Боиер и Мирволдовог тестирања планарности. Осим тога, Бојер-Мирволд тест је побољшан да може да издвоји више Куратовски подграфова из непланарног улазног графа у времену које је линеарно зависно од излазног формата. Изворни код за тест планарности и проналажење више Куратовски подгрупа је доступан јавности. Алгоритме који проналазе Куратовски подграф у линеарном времену од темена је изумео Williamson 1980.